# Andreas Schuler
Andreas Schuler (Rothenthurm, 30 december 1995) is een Zwitsers schansspringer. 

## Carrière
Schuler maakte zijn debuut in de wereldbeker in het seizoen 2014/2015. Bij zijn eerste wereldbekerwedstrijd op 20 december 2014 in Engelberg eindigde hij op de 48e plaats. Hij behaalde nog geen podiumplaats in een wereldbekerwedstrijd. Tijdens het seizoen 2017/2018 behaalde Schuler zijn eerste wereldbekerpunten.

## Belangrijkste resultaten

### Wereldkampioenschappen schansspringen
| Jaar | Plaats  | Resultaten                                                           |
| ---- | ------- | -------------------------------------------------------------------- |
| 2017 | Lahti   | 46e normale schans 47e grote schans 10e landenwedstrijd grote schans |
| 2019 | Seefeld | 41e HS109 26e HS 130 7e Team HS130                                   |

### Wereldkampioenschappen skivliegen
| Jaar | Plaats     | Resultaten              |
| ---- | ---------- | ----------------------- |
| 2018 | Oberstdorf | 37e HS235 6e Team HS235 |

### Wereldbeker
Eindklasseringen
| Seizoen   | Algm | 4S  | RAW |
| --------- | ---- | --- | --- |
| 2016/2017 | -    | -   | 73e |
| 2017/2018 | 69e  | -   | 36e |
| 2018/2019 | 77e  | 57e | 71e |
| 2019/2020 | 66e  | -   | 34e |

### Grand-Prix
Eindklasseringen
| Jaar | Plaats |
| ---- | ------ |
| 2017 | 63e    |